# Principe de bivalence
Le principe de bivalence est un principe de logique selon lequel toute proposition p ne peut avoir qu'une seule des deux valeurs de vérité. Elle est soit vraie, soit fausse. Une logique respectant le principe de bivalence est dite logique bivalente. La logique classique est bivalente.

## Concept
Le principe de bivalence énonce que quelque chose est soit vrai, soit faux. Quelle que soit la proposition p, p est soit vraie, soit fausse. Le principe de bivalence rend les deux valeurs de vérité que sont le vrai et le faux conjointement exhaustifs. En vertu du principe de bivalence, la disjonction d'une proposition et de sa négation couvre le champ de la vérité de manière exhaustive.
La bivalence est une propriété qu'une théorie logique peut ou non posséder.

## Distinction du principe du tiers exclu
Le principe du tiers exclu doit être distingué du principe de bivalence. Une théorie logique peut respecter le principe du tiers exclu sans être bivalente.
En réalité, le principe de bivalence est beaucoup plus fort car il énonce trois choses, qui se comprennent mieux si on l'énonce en termes mathématiques :

La valeur de vérité d'une proposition est le résultat d'une application (donc nécessairement univoque) de l'ensemble des propositions dans un ensemble image de cardinalité 2.
- application : c'est le principe du tiers exclu.
- univoque : c'est le principe de non-contradiction.
- dans un ensemble image de cardinalité 2 : c'est la bivalence proprement dite.

Il est assez regrettable que ce principe ne s'en tienne pas à cette dernière propriété. Il s'agit là plus d'une considération philosophique ; le principe n'est guère formulé en logique mathématique et sa formalisation peut fluctuer selon l'approche logique que l'on adopte. Le principe de bivalence est donc étudié en logique philosophique pour répondre au problème de savoir quelles assertions ont une valeur de vérité bien définie. En particulier, les propositions portant sur des événements futurs, ou les propositions ouvertes à interprétation, posent des difficultés aux philosophes soutenant le principe de bivalence. Des logiques polyvalentes ont été inventées, notamment pour admettre la possibilité de proposition indéterminée, que l'indétermination soit temporelle (logique temporelle), quantique (logique quantique) ou due au caractère vague de la proposition (logique floue).